# Marcus Popp
Pour les articles homonymes, voir Marcus et Popp.
Marcus Popp est un joueur de volley-ball allemand né le 23 septembre 1981 à Flöha (District de Karl-Marx-Stadt, Allemagne de l'Est). Il mesure 1,92 m et joue réceptionneur-attaquant. Il totalise 136 sélections en équipe d'Allemagne.

## Clubs
| Club                | De        | À         |
| ------------------- | --------- | --------- |
| VV Leipzig          | 2000-2001 | 2002-2003 |
| VfB Friedrichshafen | 2004-2005 | 2004-2005 |
| Taviano             | 2005-2006 | 2005-2006 |
| Gabeca Montichiari  | 2006-2007 | 2007-2008 |
| Marmi Lanza Verona  | 2008-2009 | 2008-2009 |
| Volley Forlì        | 2009-2010 | 2009-2010 |
| Copra Piacenza      | 2010-2011 | 2010-2011 |
| Marmi Lanza Verona  | 2011-2012 | 2011-2012 |
| Tours Volley-Ball   | 2012-2013 | 2012-2013 |

## Palmarès
- Championnat d'Allemagne (1)
  - Vainqueur : 2005
  - Finaliste : 2004
- Championnat de France (1)
  - Vainqueur : 2013
- Coupe de France (1)
  - Vainqueur : 2013
- Coupe d'Allemagne (2)
  - Vainqueur : 2004, 2005
- Supercoupe de France (1)
  - Vainqueur : 2012